# Wulmersreuth
Wulmersreuth ist ein Gemeindeteil der Gemeinde Weißdorf im Landkreis Hof (Oberfranken, Bayern). Die Gemarkung Markersreuth liegt teils im Gemeindegebiet von Münchberg, teils im Gemeindegebiet von Konradsreuth. Sie hat eine Fläche von 3,391 km² und ist in 198 Flurstücke aufgeteilt, die eine durchschnittliche Fläche von 17125,04 m² haben. In ihr liegt neben dem namensgebenden Ort der Gemeindeteil Schallersgrün. Die Einöde Bugeinzel zählt zum Gemeindeteil Wulmersreuth.

## Geografie
Das Dorf ist von Acker- und Grünland umgeben. Es entspringt dort der Lohbach, ein linker Zufluss der Sächsischen Saale. Die Bundesstraße 289 tangiert den Ort südlich und verläuft nach Münchberg (3,2 km westlich) bzw. nach Weißdorf (1,4 km östlich). Ein Wirtschaftsweg führt nach Bug (1,2 km östlich).

## Geschichte
Der Ort wurde 1323 als „Wilmannsreu“ urkundlich genannt, was als Rodungsgebiet eines Wolmar interpretiert wird.
Zur Realgemeinde Wulmersreuth gehörte Bugeinzel (=Bug links der Saale). Gegen Ende des 18. Jahrhunderts bestand Wulmersreuth aus 13 Anwesen. Die Hochgerichtsbarkeit sowie die Dorf- und Gemeindeherrschaft stand dem bayreuthischen Stadtrichteramt Münchberg zu. Grundherren waren
- das Kastenamt Münchberg: 6 Halbhöfe, 1 Viertelhof, 2 Tropfhäuser;
- das Stiftskastenamt Himmelkron: 2 Zweidrittelhöfe, 1 Halbhof;
- das vogtländische Rittergut Weißdorf: 1 Viertelhof.[7]

Von 1797 bis 1810 unterstand Wulmersreuth dem Justiz- und Kammeramt Münchberg. Infolge des Ersten Gemeindeedikts wurde Wulmersreuth dem 1812 gebildeten Steuerdistrikt Weißdorf und der zugleich entstandenen Ruralgemeinde Weißdorf zugeordnet. Von 1820 bis 1938 gehörte Wulmersreuth zur Gemeinde Markersreuth, danach wiederum zu Weißdorf.

### Baudenkmäler
- Haus Nr. 6: Wohnstallhaus[10]
- Haus Nr. 11: Wohnstallhaus[10]
- Haus Nr. 13: Wohnstallhaus[10]

ehemalige Baudenkmäler
- Haus Nr. 10: Zweigeschossiger Wohnstallbau mit Halbwalmdach, die Rahmungen der Wohnungs- und Stalltür profiliert und geohrt, der Sturz der Wohnungstür bezeichnet „JJH 1832“ (=Johann Jakob Hofmann).[11]
- Haus Nr. 14: Zweigeschossiger Wohnstallbau mit Halbwalmdach und Eckquaderung, erste Hälfte des 19. Jahrhunderts.[11]

### Einwohnerentwicklung
| Jahr      | 001799 | 001812 | 001819 | 001861 | 001871 | 001885 | 001900 | 001925 | 001950 | 001961 | 001970 | 001987 |
| Einwohner | 82     | 118    | *127   | 160    | 134    | 118    | 105    | 99     | 150    | 89     | 77     | 66     |
| Häuser    | 23     | 17     |        |        |        | 17     | 18     | 18     | 19     | 16     |        | 18     |
| Quelle    | [ 13 ] | [ 8 ]  | [ 14 ] | [ 15 ] | [ 16 ] | [ 17 ] | [ 18 ] | [ 19 ] | [ 20 ] | [ 21 ] | [ 22 ] | [ 1 ]  |

## Religion
Wulmersreuth ist bis heute nach St. Maria (Weißdorf) gepfarrt und seit der Reformation evangelisch-lutherisch geprägt.